# Varoš (Prilep)
Varoš (en macedonio: Варош) es un distrito del municipio de Prilep, Macedonia del Norte. Hace veinte años solía ser un pueblo separado hasta que fue fusionado con Prilep, por lo que es el único pueblo antiguo de Prilep en ser habitado.
El distrito está ubicado en las afueras de la ciudad, al pie de las torres de Marko, a una altitud de 680-700 m s. n. m.
Según el censo de 2002, Varoš cuenta con 3458 habitantes:
- 3436 macedonios
- 7 gitanos
- 1 arrumanos
- 11 serbios
- 3 otros